# Калужская опытная сельскохозяйственная станция
Калужская опытная сельскохозяйственная станция — село в Перемышльском районе Калужской области России. Административный центр сельского поселения село Калужская опытная сельскохозяйственная станция.

## География
Расположено на реке Высса, в 25 километрах на северо-запад от районного центра — села Перемышль и в 18 километрах от областного центра — города Калуги. Рядом деревня Рядово и река Ока.

## Население
| 2002 | 2010  |
| ---- | ----- |
| 1365 | ↘1273 |

## История
Основано в январе 1920 года на базе совхоза «Заборовская слобода». Некогда эти земли принадлежали представительнице древнего дворянского рода Елизавете Федоровне Заборовской. В описаниях и алфавитах к Атласу Калужского наместничества, изданного в 1782 году, — эти места Перемышльского уезда (надел 242) отмечаются как пустошь:

Пустошь Подберезова Елизаветы Фёдоровны Заборовской, на левом берегу реки Выссы— Описания и алфавиты к Калужскому атласу
Рядом с наделом Заборовской (в границах современного села) располагалась пустошь Бобровка (надел 241) церкви Николая Чудотворца. Здесь вдоль берегов находятся заливные луга и плодородные пахотные земли на суходоле, которые со всех сторон окружены сосновым лесом. 
С 1899 года эти земли принадлежали княгине О. А. Ширинской-Шихматовой, которая перенесла главный усадебный дом с Заборовской Слободки на противоположный берег реки Выссы — недалеко от центра современного села Калужская опытная сельскохозяйственная станция.
При советской власти — с 1922 года сельскохозяйственная опытная станция или «поле» (в разные годы именовавшееся Заборовским, Воротынским, Калужским) приступило к научной деятельности, которая включала как проведение собственных опытов, так и обобщение передового опыта лучших единоличных и государственных хозяйств.
После создания в июле 1944 года Калужской области была создана Калужская Сельскохозяйственная станция по полеводству на базе совхоза «Бабынино».
6 июня 1946 года Калужское сельскохозяйственное поле и Калужская сельскохозяйственная опытная станция по полеводству были объединены. На их базе создана Калужская сельскохозяйственная станция. В марте 1956 года она была преобразована в комплексною Калужскую государственную областную сельскохозяйственную опытную станцию.
Главная достопримечательность села — научная библиотека Калужской сельскохозяйственной Опытной станции. Также в селе построен и функционирует спортивно-культурный центр.
6 февраля 2006 года было образовано муниципальное образование — Сельское поселение «Село Калужская опытная сельскохозяйственная станция» и село стало его административным центром.

## Наука
В селе находится Калужский НИИСХ (филиал ФГБНУ «ФИЦ картофеля им. А. Г. Лорха») — один из ведущих в России многопрофильный аграрный научно-исследовательский институт. Здесь осуществляются научные изыскания в целях сопровождения сельхозпроизводства в области растениеводства, селекции, земледелия, животноводства и кормопроизводства. Также институт производит и реализует уникальные семена сельскохозяйственных культур.
С момента создания и до начала 1990-х годов, трижды менялся статус научного центра: Опытное поле (1920—1945), Опытная станция (1945—1989), Научно-исследовательский институт (с 1990 года). Тем не менее, приоритетные направления научных исследований оставались неизменными.

## Объекты историко-культурного наследия
Памятник землякам, погибшим в годы Великой Отечественной войны. Расположен в центре села.